# ماركوس كوكو
ماركوس كوكو (بالفرنسية: Marcus Coco)‏ (24 يونيو 1996 بلزابيم في فرنسا - ) هو لاعب كرة قدم فرنسي في مركز الوسط. شارك مع منتخب فرنسا تحت 21 سنة لكرة القدم. أما مع النوادي، فقد لعب مع نادي غانغون.

## روابط خارجية
- ماركوس كوكو على موقع الاتحاد الأوربي (الإنجليزية)
- ماركوس كوكو على موقع قاعدة بيانات كرة القدم.إي يو (الإنجليزية)
- ماركوس كوكو على موقع ليكيب (الفرنسية)
- ماركوس كوكو على موقع ناشيونال فوتبول تيمز (الإنجليزية)
- ماركوس كوكو على موقع Soccerway.com (الإنجليزية)
- ماركوس كوكو على موقع AS.com (الإسبانية)